# ファン・ソニ
ファン・ソニ（황선희、1986年8月15日 - ）は、大韓民国の女優。大邱広域市出身。身長170cm、体重50kg。マイネームイズエンターテインメント所属。

## 経歴
慶尚北道星州郡で生まれ、大邱広域市で育つ。祥明大学校演劇映画学科卒。2011年、サインの美人殺人鬼カン・ソヨン役でデビューした。

## 人物
- 趣味は映画、音楽鑑賞、読書。
- 特技は韓国舞踊。

## 主な出演作

### テレビドラマ
- サイン（2011年、SBS） - カン・ソヨン 役
- シティーハンター in Seoul（2011年、SBS） - チン・セヒ 役
- WHAT’S UP（ワッツアップ）（2011年-2012年、MBN）
- 乱暴なロマンス（2012年、KBS） - オ・スヨン 役
- 愛よ、愛（2012年-2013年、KBS） - ホン・スンヒ 役
- 百年の遺産（2013年、MBC） - パク・ウンソル 役 (特別出演)
- 主君の太陽（2013年、SBS） - ハンナ・ブラウン 役
- 愛は歌に乗って（2013年-2014年、KBS） - コン・スイム 役
- 恋はドロップキック！〜覆面検事〜（2015年、KBS） -ソ・リナ検事 役
- もう一度ハッピーエンディング（2016年、MBC） ‐ ウ・ヨンス 役
- ラブリー・スター・ラブリー（2018年、KBS） - キム・ラヨン 役
- マイ・ヒーリング・ラブ（2018年-2019年、MBC） - コ・ユンギョン 役
- サイコパスダイアリー（2019年-2020年、tvN） - チョ・ユジン 役

### 映画
- 《늦지않았어》
- 《山》
- 《家族》
- 《연가시》

### ミュージカル
- ラジオスター

### CF
- 第一銀行
- サンサチュン
- ピザハット
- P&Gペンティン
- P&GSK-2

### 進行
- CHANELV 《STYLE》　MC